# 米罗·阿尔托宁
米罗·阿尔托宁（芬蘭語：Miro Aaltonen，1993年6月7日—），芬兰男子冰球运动员，场上位置是前锋。他曾代表芬兰参加2022年冬季奥林匹克运动会冰球比赛，获得一枚金牌。